# Linia kolejowa nr 812
Linia kolejowa nr 812 – pierwszorzędna, jednotorowa, zelektryfikowana linia kolejowa łącząca rozjazd 5. na stacji Kępno z rozjazdem 39. na stacji technicznej Hanulin.
Linia stanowi łącznicę między linią kolejową Herby Nowe – Oleśnica a linią kolejową Kluczbork – Poznań Główny i umożliwia przejazd pociągów z kierunku Wielunia w stronę Ostrzeszowa i Ostrowa Wielkopolskiego.
Linię kolejową otwarto w maju 1928 roku, a 24 października 1981 została zelektryfikowana na całej długości.